# Bóg się nam zrodził
Bóg się nam zrodził – kolęda napisana przez księcia rugijskiego Wisława III, czynnego jako minnesinger. Uchodzi za najstarszą znaną kolędę z terenu Pomorza.